# 무당개구리속
무당개구리속(학명: Bombina)은 무당개구리과에 속하는 양서류의 한 갈래이다.

## 하위 종
다음 7종이 현존한다.
- 무당개구리 (Bombina orientalis)
- 유럽무당개구리 (Bombina bombina)
- 리촨무당개구리 (Bombina lichuanensis)
- 광시무당개구리 (Bombina fortinuptialis)
- 윈난무당개구리 (Bombina maxima)
- 아펜니노무당개구리 (Bombina pachypus)
- 노란배두꺼비 (Bombina variegata)